# غاز فيرمي

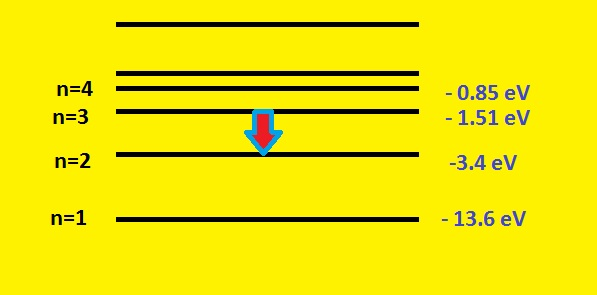

غاز فيرمي هو أداء لعدد كبير من الفرميونات التي سميت باسم مكتشفها انريكو فيرمي، وهي جسيمات تخضع لإحصاء فيرمي ديراك الذي يحدد توزيع طاقة الفرميونات في غاز فيرمي عند التوازن الحراري، وتتميز بكثافة عددية ودرجة حرارة ومجموعة من حالات الطاقة المتاحة.
من مبدأ باولي لايمكن لأي حالة كمية أن تأخذ أكثر من فرميون واحد بخصائص متماثلة. لذا فغاز فيرمي على العكس من غاز بوز لايمكنه التكثف إلى تكاثف بوز وأينشتاين. فالطاقة الاجمالية لغاز فيرمي في درجة الصفر المطلق هو أكبر من مجموع الحالات القاعية لجسيم مفرد لأن مبدأ باولي يعرض نوعا من التفاعل أو الضغط الذي يحافظ على الفرميونات منفصلة ومتحركة. لهذا السبب فإن ضغط غاز فيرمي ليس صفريا حتى في درجة حرارة الصفر، على العكس من الغاز المثالي الكلاسيكي، ويسمى هذا بالضغط المنحط الذي يحافظ على استقرار النجم النيوتروني (غاز فيرمي من النيوترونات) أو نجم قزم أبيض (غاز فيرمي من الالكترونات) ضد سحب الجاذبية إلى الداخل، والتي تسبب بانهيار النجم الظاهري إلى ثقب أسود. إلا إذا كان حجم النجم هائلا بما يكفي للتغلب على ضغط الانحطاط.
من الممكن معرفة درجة الحرارة فيرمي تحت مايمكن اعتباره غازا منحل (تقريبا يستمد الضغط حصريا مبدأ باولي). وتعتمد درجة الحرارة تلك على كتلة الفرميونات وكثافة طاقة المستويات. ففي المعادن تكون درجة حرارة فيرمي لغاز الإلكترون عدة آلاف كلفن، لذا تعتبر تلك منحلة في التطبيقات البشرية. ويطلق على الطاقة القصوى للفرميونات في درجة الصفر اسم طاقة فيرمي.

## غاز فيرمي المثالي
غاز فيرمي المثالي أو الحر هو نموذج مادي يفترض مجموعة فرميونات غير متفاعلة. وهو نسخة ميكانيكا الكم للغاز المثالي في حالة جسيمات الفرميون. ويشبه ذلك سلوك الإلكترونات في القزم الأبيض أو النيوترونات في النجم النيوتروني بحيث يمكن اعتبارهما غاز فيرمي مثالي. وأيضا يوجد شبيه لهذا السلوك في الأنظمة الدورية مثل الإلكترونات المتحركة في شبكة الكريستال للفلزات وأشباه الموصلات، باستخدام مايسمى شبه-الزخم أو الزخم البلوري (موجة بلوخ). وبما أنه اهمل تعريف تلك التفاعلات، فإن المشكلة لمعالجة خصائص توازن وديناميات غاز فيرمي المثالي تختزل إلى دراسة سلوك الجسيمات المستقلة المنفردة. لذا فإنه لا يزال بالإمكان نسبيا حل وتكوين نقطة بداية لنظريات أكثر تطورا تتعامل مع تلك التفاعلات. مثال على ذلك; استخدام نظرية الاضطراب.
تكتب معادلة الكمون الكيميائي لغاز فيرمي مثالي (ثلاثي الأبعاد) كالتالي وبافتراض ({\displaystyle kT\ll E_{F}}):
{\displaystyle \mu =E_{F}\left[1-{\frac {\pi ^{2}}{12}}\left({\frac {kT}{E_{F}}}\right)^{2}-{\frac {\pi ^{4}}{80}}\left({\frac {kT}{E_{F}}}\right)^{4}+\cdots \right]}
حيث أن EF هي طاقة فيرمي و k: ثابت بولتزمان و T: درجة الحرارة. ومن هنا فإن الكمون الكيميائي بالكاد يعادل طاقة فيرمي في درجات حرارة أقل بكثير من درجات حرارة فيرمي المميزة EF/k. فدرجة الحرارة المميزة عند المعادن هي K‏ 510، لذا فعند الدرجة الطبيعية (300 K) تتعادل طاقة فيرمي والكمون الكيميائي. وهذا الأمر مهم لأن الكمون الكيميائي هو الذي يظهر في إحصاءات فيرمي ديراك وليست طاقة فيرمي.